# 土佐電気鉄道100形電車 (3代)

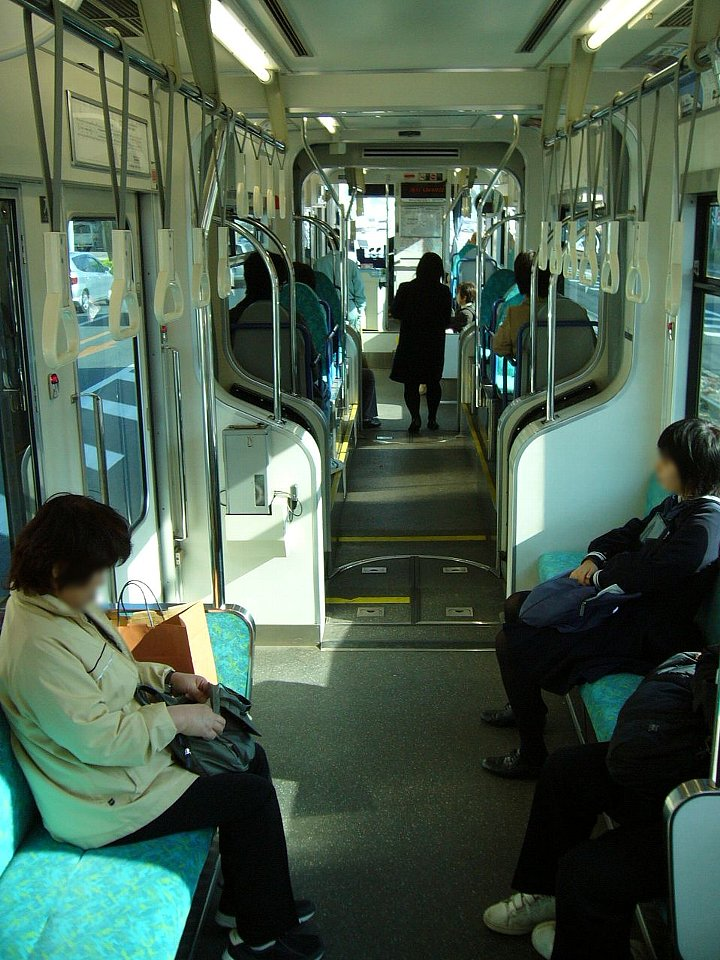
100形車内

土佐電気鉄道100形電車（とさでんきてつどう100がたでんしゃ）は、とさでん交通が所有する路面電車車輌。愛称はハートラム。 
なお、100形を称す車両はこれ以前にもあり、呉市交通局より購入した初代100形、琴平参宮電鉄より購入した2代目100形がある。

## 概要
アルナ工機および同社の事業を継承したアルナ車両が開発・製造するリトルダンサーのL（Long）タイプで、3車体連接の超低床電車である。両端の車両の台車を運転室真下まで寄せることによって、車内通路の低床化を実現した。土佐電気鉄道（当時）の車両に更新時期を迎える車両が多いことから試験的に1編成のみ導入したもので、導入にあたっては国・高知県・高知市・南国市・吾川郡伊野町（現・いの町）の補助を受けて約1億9千万円で購入した。
運転開始当初は車掌が乗務していたが、現在は運転士のみのワンマン運転である。
2007年10月から、赤を基調とした「近森病院」の全面広告電車となった。当形式では初めての全面広告である。その後、スポンサーはそのまま水色を基調としたラッピングに変わり、2016年12月に登場時のカラーリングに戻った。
なお、製造費が高価であることに加えて土佐電鉄の財政難のため、増備の目途は立っていなかったが、土佐電鉄がとさでん交通になって4年後の2018年に3000形(愛称・「ハートラム2」)が当系列以来16年ぶりに増備された。

## 車体概説

### 車体
70％低床車に類似した3車体連接の車両で、運転台のあるA車・B車と中間車両のC車の3両で構成される。A車・B車の車体長は6590mmであるが、C車は3580㎜と短くなっている。それまで海外で導入されていた同様の車両では、中間車両の付随台車を独立車輪としていたが、本形式ではいずれの車両もボギー台車を採用し、A車・B車はインダイレクトマウント方式の台車、C車はボルスタレス台車（付随車）としている。
外観はホワイトを基調として、太平洋をイメージしたマリングリーンを車体下部および窓部に配している。前面を曲線で構成することで直線で構成されている在来車両との差別化によりイメージアップを図るとともに、運転台からの視界確保に努めた。また、運転台付近の側面部には後方監視用のカメラが設置されている。

### 車内
車内は壁面をアイボリー、座席をマリングリーンとし、側窓にはUVカット・熱線吸収ガラスが使用されている。座席はA車がロングシートのみ、B車がロングシート・クロスシートと車いすスペースで構成され、中間のC車はクロスシートのみである。床面高さをA車・B車の低床部は350mm、C車は480mmとしてその間をスロープでつなぐとともに、乗降部高さを330mmとして電停との段差を解消した。また、最小通路幅は810mmとしたことで交通バリアフリー法のガイドラインで望ましいとされる800㎜を狭軌で初めて実現した。なお、一部高床部も客室スペースとして使用している。
車内放送装置は登場当初、2000形2001と同じ松下電器製を装備していたが、2003年に300形、7形、外国電車を除く旅客車全車の車内放送装置が4トラックテープ式からネプチューン製の音声合成装置に交換された際に、2001と共にネプチューン製に交換された。

### 機器
制御装置はVVVFインバータ制御である。主電動機はA車に1基、B車に2基設置されている。低床式で床下にスペースがないため（エアーブレーキ装置を除く）主要な機器は屋根上に集約されている。集電装置はシングルアーム式パンダグラフとした。

## 運用
最新のダイヤについてはとさでん交通のホームページで随時公開されており、運行ダイヤが固定されている。
- 後免線：後免町停留場 - はりまや橋停留場（全線）
  - 2019年現在、100形は主に伊野線鏡川橋停留場から後免線領石通停留場および後免町停留場までの区間を往復する運用に充当されることが多い。
- 伊野線：はりまや橋駅停留場 - 鏡川橋停留場
  - かつては全線に渡り運用されていたが、2006年10月のダイヤ改正より鏡川橋停留場以西（朝倉停留場・伊野停留場方面）には乗り入れなくなった。
- 桟橋線はりまや橋停留場 - 桟橋車庫前停留場
  - 出入庫運用のみ。

駅前線では、2009年5月14日の高知駅南口再開発事業完成記念式典にて、同事業によって移設された高知駅前停留場までの記念運行が行われたのみにとどまる。
定期検査のためおよそ5日ごとに運休する。

## ギャラリー

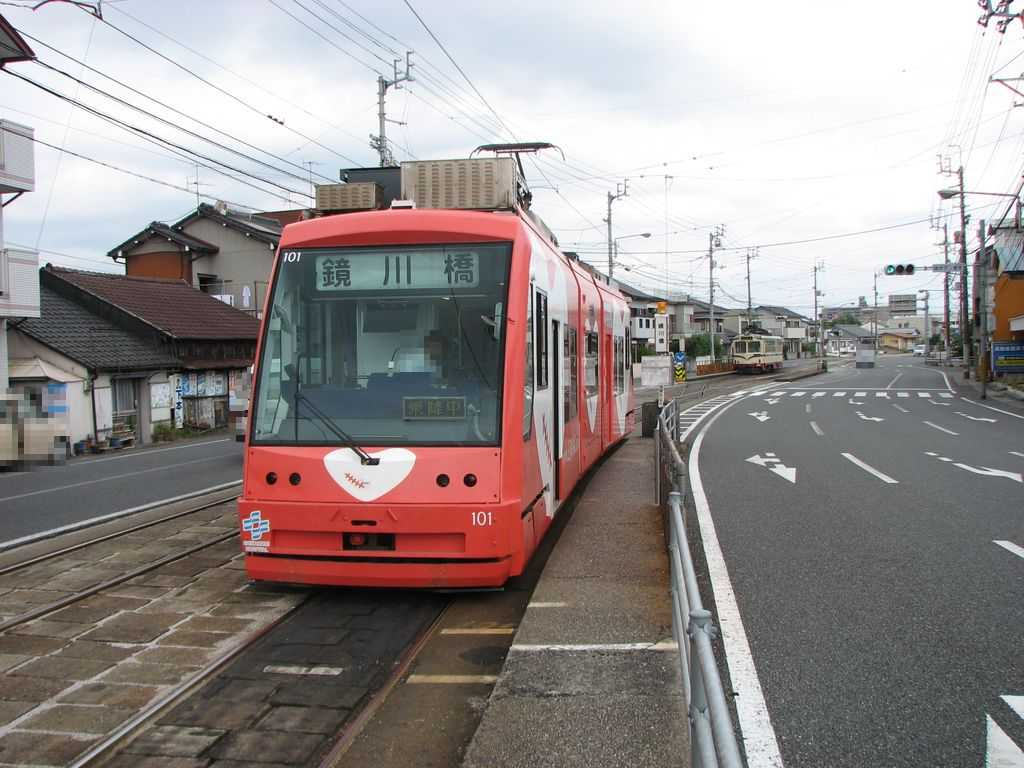
「近森病院」ラッピング
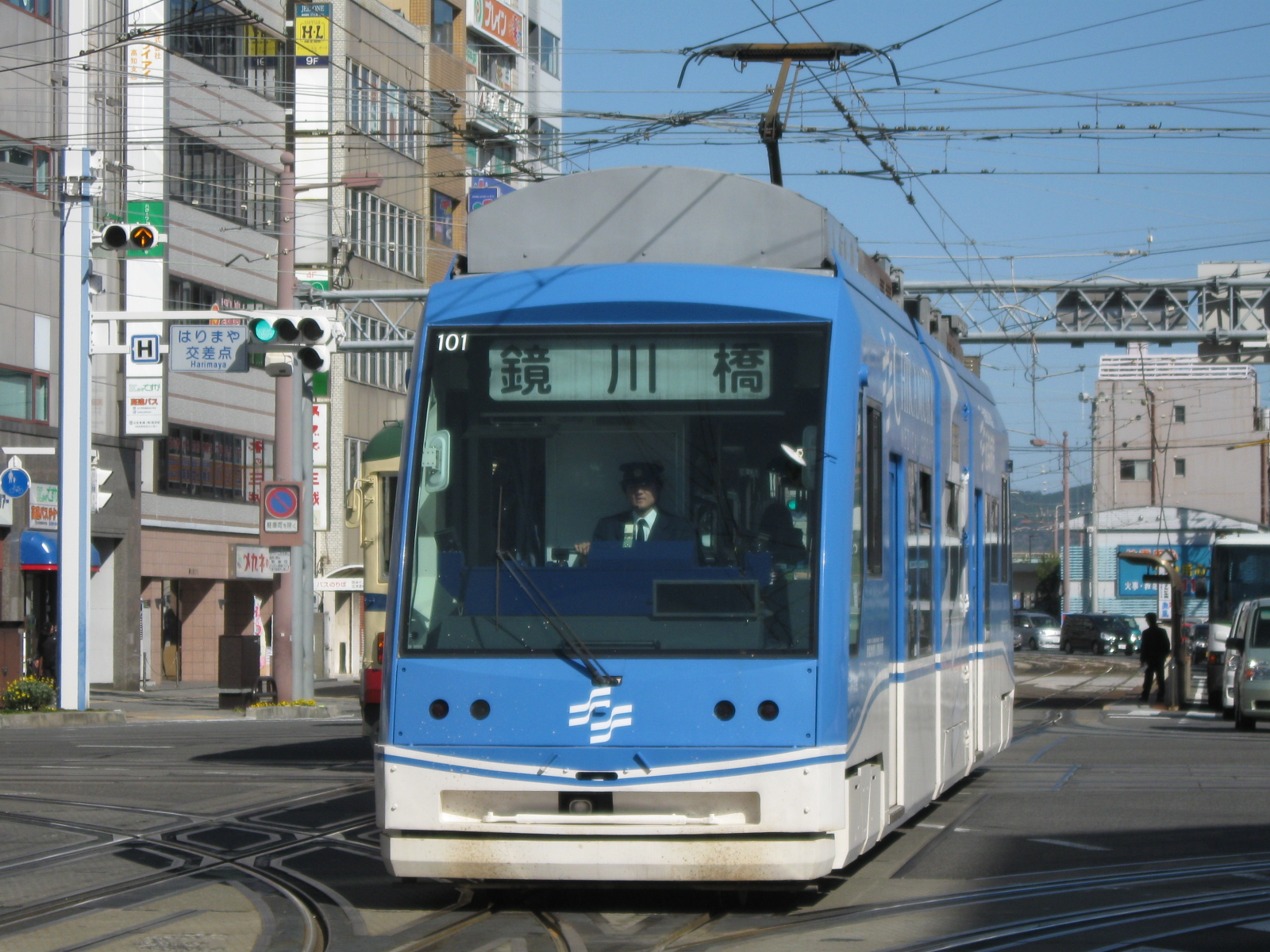
「近森病院」新ラッピング